# Anna-Lena (zangeres)
Anna-Lena (Stockholm, 1 mei 1944 – 21 mei 2010) was een Duitstalige schlagerzangeres uit Zweden.

## Carrière
Tijdens haar schooltijd zong Anna-Lena in het schoolkoor, later in het Stockholmse radiokoor. Met 15 jaar zong ze in een rock-'n-rollband, alwaar de producent van de Zweedse platenmaatschappij Metronome, Anders Burman, haar in het vizier kreeg. In 1960 nam ze haar eerste single op, die echter flopte. Na school ging ze sociologie studeren. Ze zong ook in een trio. Met het nummer Regniga Natt (Regenachtige Nacht) in 1961 kwam haar doorbraak op de Zweedse platenmarkt, hetgeen haar een gouden plaat opleverde.
Begin 1962 lanceerde Metronome de eerste Duitstalige single, doch de nummers Iwan Iwanowitsch en Sag nicht immer Baby werden geen succes. Ook de daaropvolgende twee singles brachten niet het gehoopte succes. Met de titel Morgen hast du keine Sorgen kwam in 1964 dan eindelijk de doorbraak in de Duitse hitparade. In het muziektijdschrift Musikmarkt kwam het lied binnen op plaats 20 en bleef het 16 weken in de hitlijsten. Drie jaar later bereikte ze wederom de hitlijsten, ditmaal met het nummer Dein Herz, das muß aus Gold sein, die binnenkwam op plaats 17 en 20 weken in de hitlijsten bleef. Ze had tot 1969 zeven nummers gezongen, maar geen enkele bereikte het succes van Dein Herz, das muß aus Gold sein. In 1968 nam ze deel aan het Deutsche Schlager-Wettbewerb in Berlijn met de titel Alle Blumen wollen blühen, hetgeen haar de vierde plaats opleverde. In 1969 was ze met Rot ist die Liebe te gast in de ZDF-Hitparade. In 1971 ging ze over van Metronome naar BASF, waar ze nog drie Duitstalige singles uitbracht.
In Zweden nam ze tweemaal deel aan de voorronden voor het Eurovisiesongfestival met de nummers Säg varför (1963) en Jag vill tro (1968). In de jaren 1970 startte ze een tweede carrière als diskjockey bij de Stockholmse radio. Tot haar dood in 2010 was Anna-Lena in Zweden een bekende zangeres, die telkens weer optrad op televisie en bij gala's. Alleen al in 1982 verzorgde ze meer dan 700 optredens. Haar repertoire bestond niet alleen uit schlagers, maar ook uit countrysong en religieuze liederen.

## Overlijden
Anna-Lena Löfgren overleed in mei 2010 op 66-jarige leeftijd.

## Discografie (hits in Duitsland)

### Albums
| Publicatie | Titel                             | Catalogusnr.              |
| ---------- | --------------------------------- | ------------------------- |
| 1969       | Anna-Lena                         | Metronome 15 307 (vinyl)  |
| 1970       | Festliche Weihnacht               | Metronome 15 387 (vinyl)  |
| 1998       | Dein Herz, das muss aus Gold sein | Bear Family BCD16261 (cd) |

### Singles
| Publicatie | A/B-kant                                                                  | Catalogusnr.   |
| ---------- | ------------------------------------------------------------------------- | -------------- |
| Metronome  |                                                                           |                |
| 1962       | Iwan Iwanowitsch / Sag nicht immer Baby                                   | 290            |
| 1962       | Oh, mein Bräutigam / Schöner als es war                                   | 307            |
| 1962       | Abschiednehmen ist so schwer / Sieben weiße Möwen                         | 323            |
| 1964       | Morgen hast du keine Sorgen / Glocken ganz leise erklangen                | 398            |
| 1964       | So kalt wie eine Winternacht / Oh, muß die Liebe schön sein               | 433            |
| 1965       | Wenn zwei sich wie wir gut verstehn / Wein’ nicht um die And’re           | 491            |
| 1967       | Dein Herz, das muß aus Gold sein / Einmal werden wir uns wieder vertragen | 938            |
| 1967       | Bleib’ doch steh’n / Doch das werd’ ich dir verzeih’n                     | 999            |
| 1968       | Dein Glück ist mein Glück / Immer am Sonntag                              | 25037          |
| 1968       | Alle Blumen wollen blühen / Schön ist das Leben                           | 25 060         |
| 1968       | Rot ist die Liebe / Dein Herz gehört der anderen                          | 25 089         |
| 1969       | Zum Weinen kein Talent / Leider keine große Dame                          | 25 137         |
| 1969       | Einen Ring mit deinem Namen / Abschied von gestern                        | 25 165         |
| 1970       | Eine Hütte in den Bäumen / Morgen bist du dabei                           | 25 222         |
| 1970       | Arm oder reich / Dein Haus muß kein Traumschloß sein                      | 25 271         |
| 1971       | Das Lied vom Glück / Einen Meter nebenan                                  | 25 301         |
| 1971       | Wein dich aus an meinem Herzen / Casablanca                               | 25 331         |
| 1972       | Musik für einsame Mädchen / Fällt es Dir so leicht                        | BASF 0511371-4 |
| 1973       | Jedes Herz braucht eine Heimat / Wenn es falsch ist                       | Hansa 12 559   |
| 1973       | Rosen aus Papier / Einer von Millionen                                    | Hansa 13 114   |
| 2001       | Irgendwann nimmt das Glück dich in den Arm / Alle Blumen wollen blühen    | Funny Artists  |

- Gemeinsame Normdatei: 135106397
- International Standard Name Identifier: 0000 0000 5810 1964
- KulturNav: 0cbed82e-c243-4afa-b908-cc206a694f57
- MusicBrainz: fbcec81c-6e65-48e2-8538-9bbc9b908864
- Virtual International Authority File: 306149294084680520517